# 卡尔·多伊奇奖
卡尔·多伊奇奖（英文：Karl Deutsch Award），是一個頒給在比较政治学，或政治科学领域的學者。它是由国际政治科学协会（IPSA）每三年年在政治学的IPSA世界大会举行中頒獎。此獎項以著名的政治学家卡尔·多伊奇命名。